# Reuzenlangpootmug
De reuzenlangpootmug (Tipula maxima) behoort zoals alle langpootmuggen tot de orde van de tweevleugeligen en is de grootste langpootmug in Midden-Europa.

## Beschrijving
De reuzenlangpootmug wordt tot 40 mm lang en heeft een bruingrijs achterlijf met aan de zijkanten donkere vlekken. De vleugels hebben een spanbreedte van 33-65 mm. Op de voorrand van de vleugel zitten drie scherpbegrensde, ongeveer driehoekige, grijze vlekken. Op het achterste deel van de vleugel zitten verder vaag begrensde, grijze vlekken. De mug heeft zeer lange achterpoten, die bijna twee keer zo lang zijn als het lichaam en zoals alle langpootmuggen 13-delige antennen.
De geslachten zijn uiterlijk door de bouw van het achterlijf te onderscheiden. De mannetjes hebben aan het eind een duidelijke, knotsvormige verdikking, het hypopygium. De vrouwtjes hebben een spits toelopende legbuis.
De larven (emelten) worden tot 5 cm lang.

## Voorkomen
De reuzenlangpootmug komt voor in de gematigde gebieden van Europa. Vooral in bossen in heuvelachtigland langs bronnen en beken. Plaatselijk algemeen in Nederland en België.

## Levenswijze
De reuzenlangpootmug vliegt van mei tot juli. In rust houdt de reuzenlangpootmug de vleugels gespreid. De larve leeft in de vlakke oevers van kleine, stromende wateren.